# Європейська конфедерація боксу
Європе́йська конфедера́ція бо́ксу (англ. European Boxing Confederation, EUBC) — європейський керівний орган в любительському боксі. Він є членом світового керівного органу — Міжнародної асоціації аматорського боксу (англ. Association Internationale de Boxe Amateur, AIBA). Європейська конфедерація боксу з'явилася після прийняття своєї конституції 16 лютого 2009 року, перебравши на себе функції континентального офісу AIBA та колишньої Європейської асоціації любителів боксу (англ. European Amateur Boxing Association, EABA) в результаті рішення, прийнятого виконкомом EABA на своєму засіданні в Парижі 1 грудня 2007 року.

## Історія
Членами EABA були асоціації боксу з наступних країн:
Австрія, Азербайджан, Албанія, Англія, Бельгія, Білорусь, Болгарія, Боснія і Герцеговина, Вірменія, Гібралтар, Греція, Грузія, Данія, Естонія, Ізраїль, Ірландія, Ісландія, Іспанія, Італія, Кіпр, Латвія, Литва, Люксембург, Македонія, Молдова, Нідерланди, Німеччина, Норвегія, Польща, Португалія, Румунія, Росія, Сербія, Словаччина, Словенія, Туреччина, Угорщина, Уельс, Україна, Фінляндія, Франція, Хорватія, Чехія, Чорногорія, Швеція, Швейцарія та Шотландія.
29 жовтня 2007 року виконавчий комітет Європейської асоціації любителів боксу на позачерговій зустрічі, що відбулася в Чикаго, усунув Едуарда Хусаінова (РФ), президента EABA в 2006-2007 роках та затятого ворога президента AIBA Ву Чин-куо, з асоціації. Після того, як Федерація боксу Росії на початку жовтня повідомила EABA та AIBA про своє рішення відкликати підтримку Хусаінова, результати голосування щодо його відсторонення були такими: 14 голосів «за» та один голос «проти».
Першим президентом Європейської конфедерації боксу 19 січня 2009 року став Гумберт Фургоні, президент Федерації боксу Франції.
Нинішнім президентом EUBC є Франко Фальчінеллі (англ. Franco Falcinelli), колишній президент Італійської федерації боксу. Є також 2 віце-президенти та 16 членів виконкому Всі вони чоловіки, хоча Конфедерація контролює аматорський бокс обох статей.